# Sakhuwa Prasauni
Sakhuwa Prasauni – gaun wikas samiti w środkowej części Nepalu w strefie Narajani w dystrykcie Parsa. Według nepalskiego spisu powszechnego z 2001 roku liczył on 1065 gospodarstw domowych i 6411 mieszkańców (3077 kobiet i 3334 mężczyzn).